# Mold (Wales)
Mold is een plaats in het Welshe graafschap Flintshire.
Mold telt 9568 inwoners.

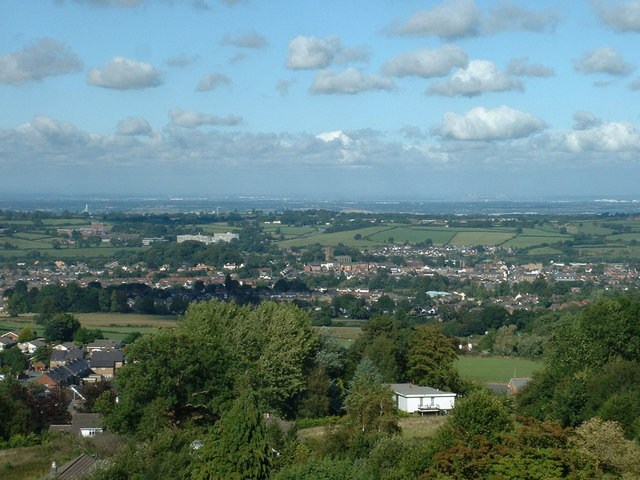
Mold
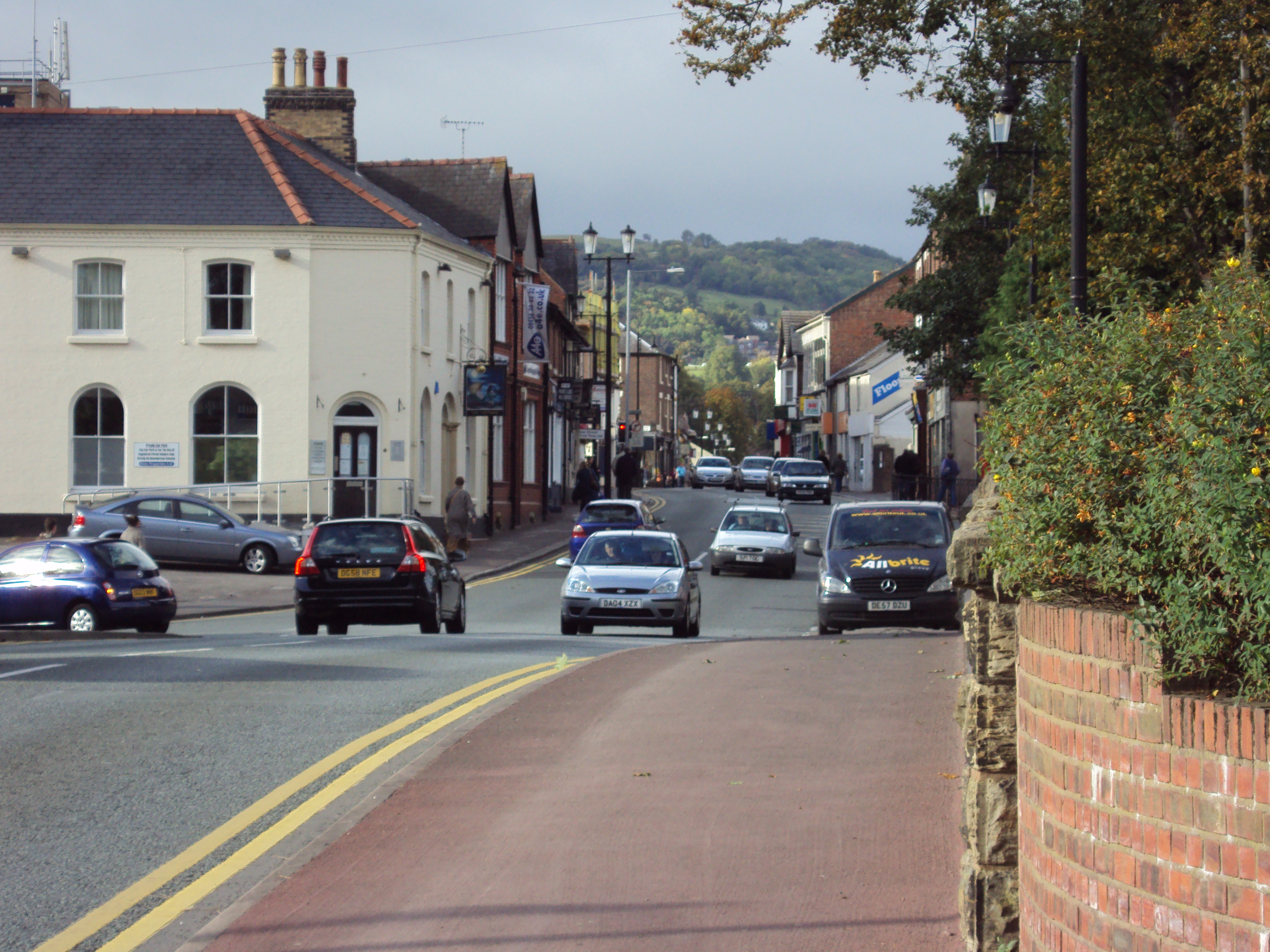
Chester Street, Mold
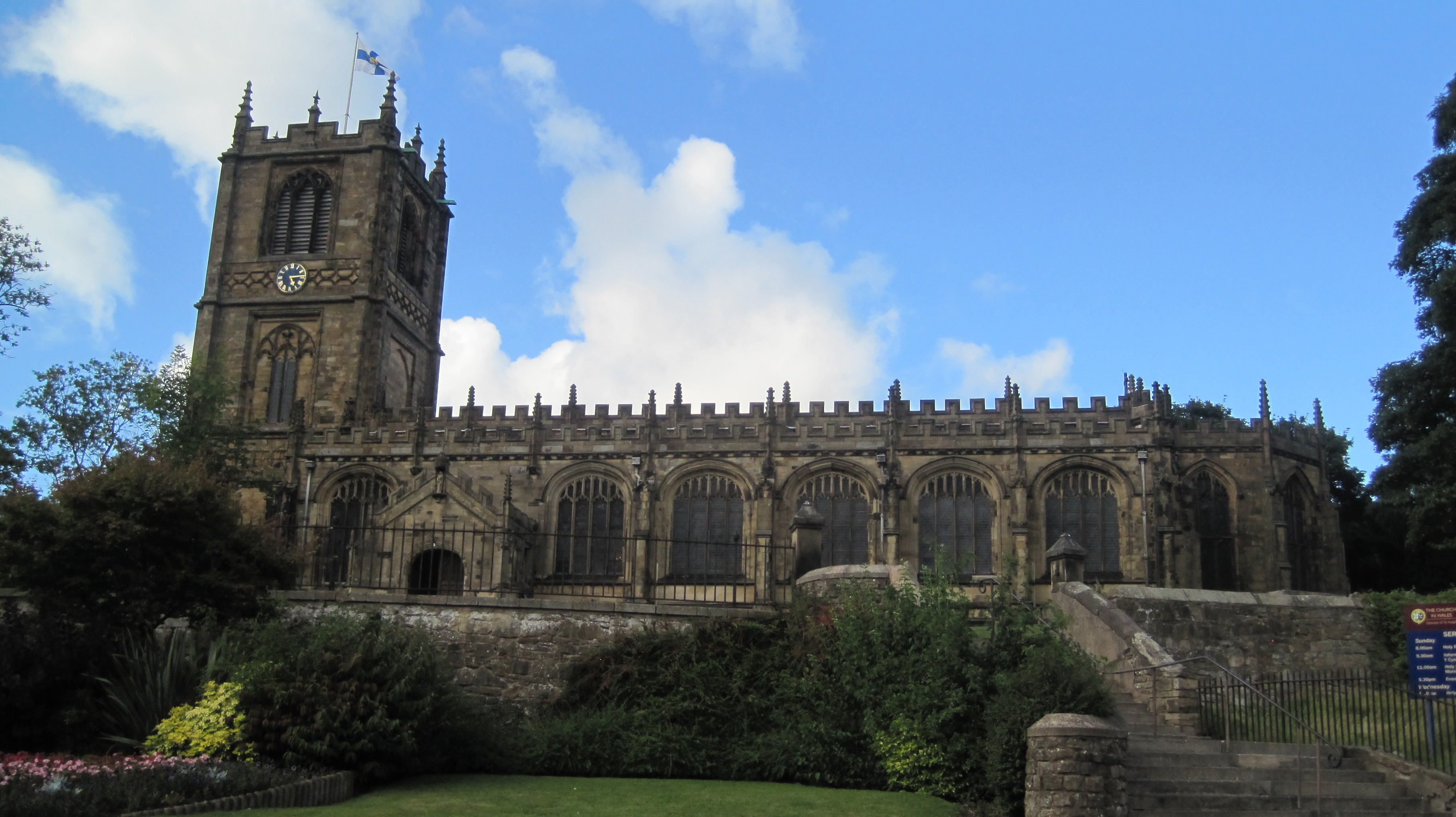
Kerk in Mold